# Essity Germany
Essity Germany (vormals SCA Hygiene Products) mit operativem Hauptsitz in München ist eine Tochtergesellschaft des schwedischen Hygienepapierherstellers Essity. Das Unternehmen produziert unter anderem Toilettenpapier, Haushaltsrollen, Taschentücher, Gesichtstücher, Servietten, Inkontinenzprodukte, Damenhygieneartikel und Babywindeln.
Das Unternehmen ist in zwei Geschäftsbereiche geteilt: Tissue, wozu die Marken Zewa, Tempo, Velvet, Tork und Edet gehören, und Personal Care, mit den Marken Tena, Libresse und Libero. 

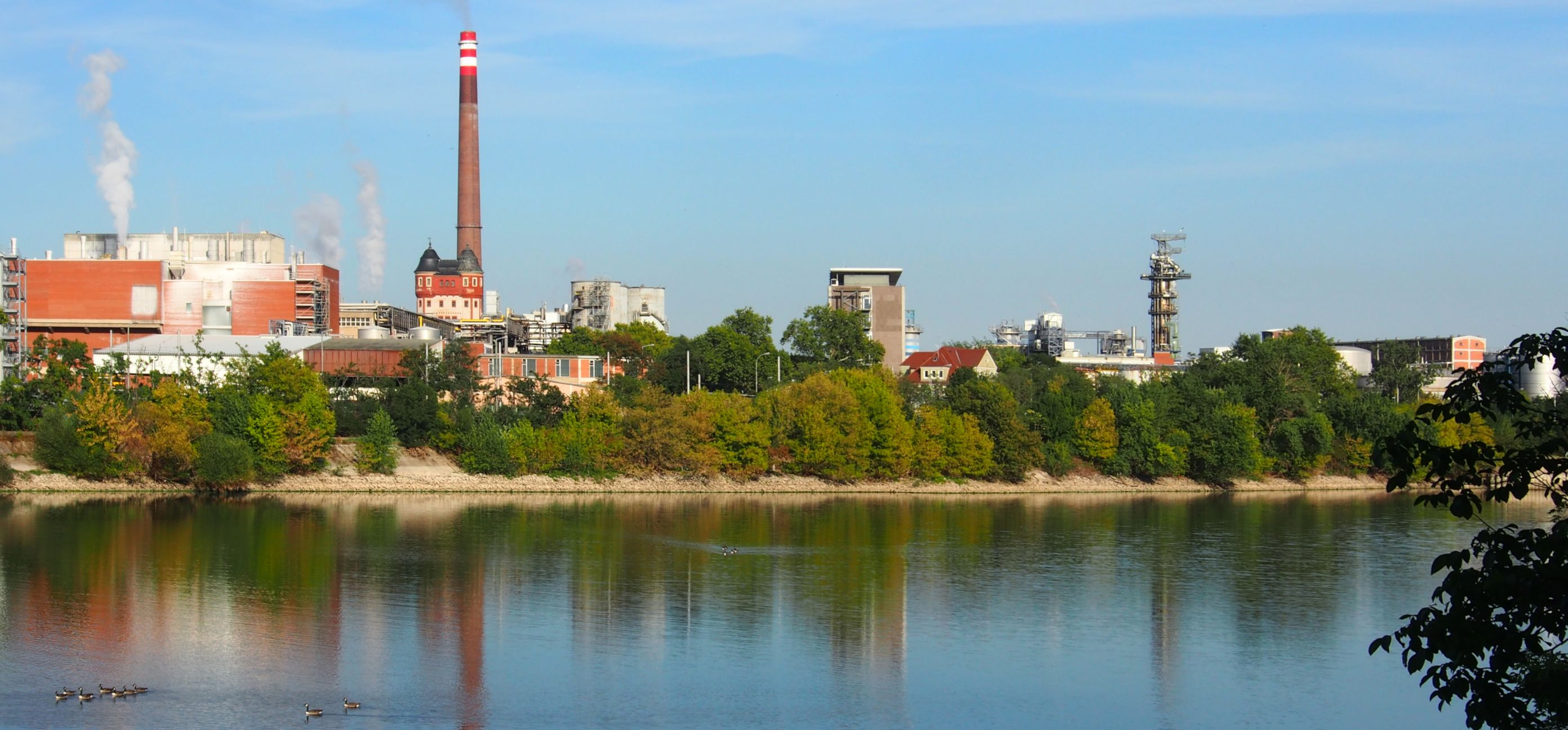
Standort Mannheim, von der Friesenheimer Insel

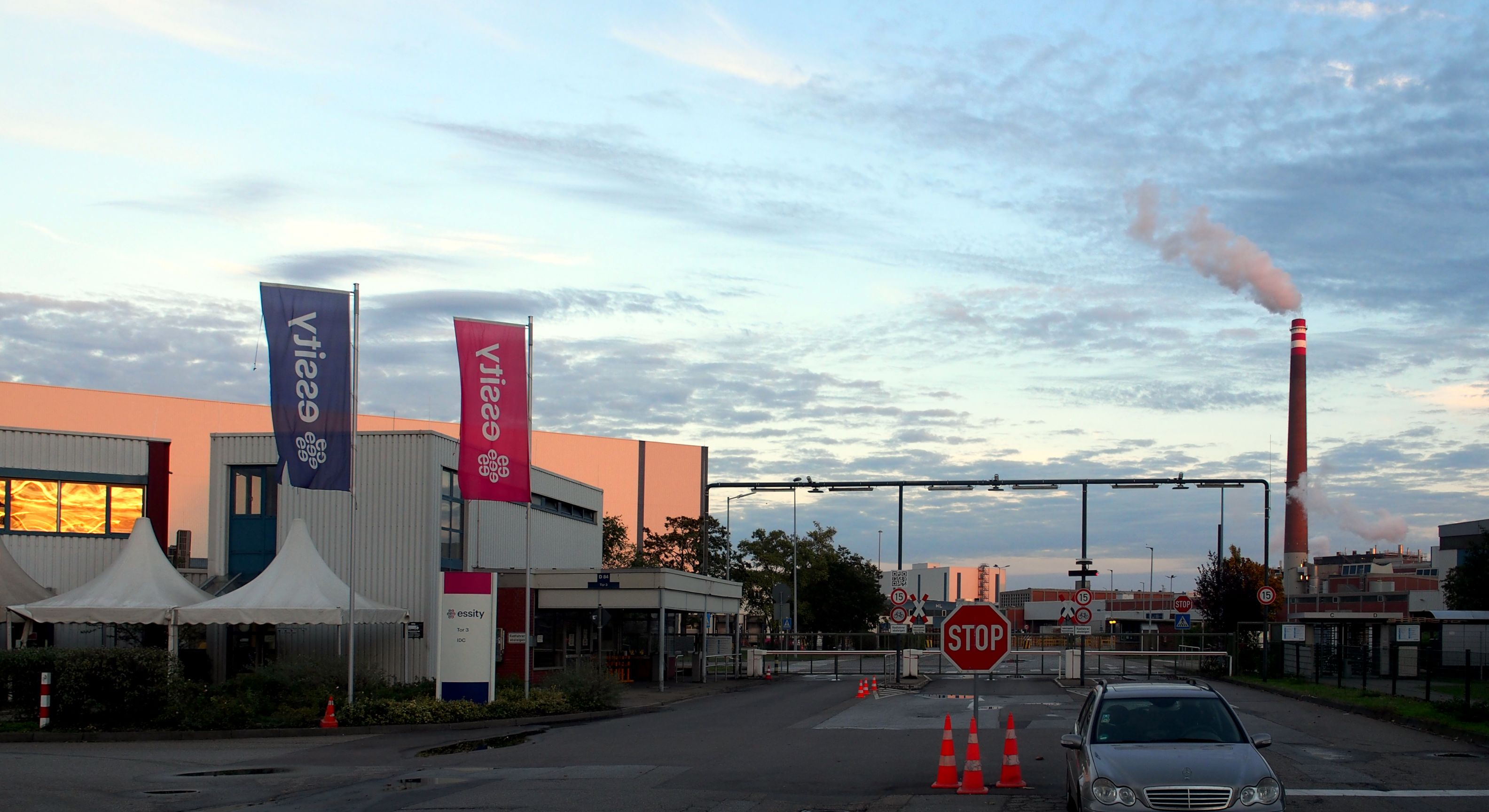
Essity Germany in Mannheim (2022)

## Geschichte

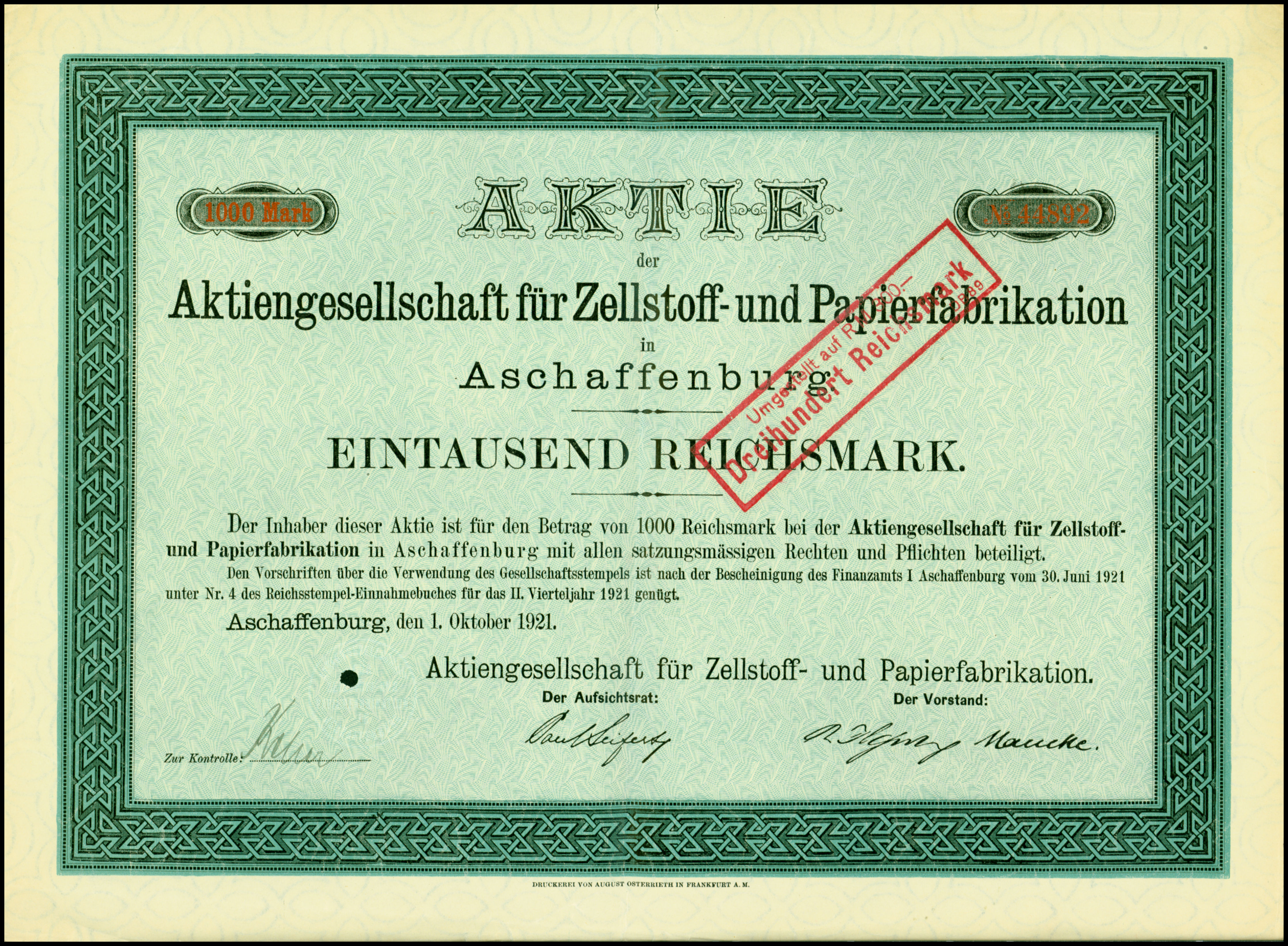
Eine 1921 ausgestellte Aktie der AG für Zellstoff- und Papierfabrikation in Aschaffenburg

1874 wurden die Aschaffenburger Zellstoffwerke gegründet. 1884 gründeten die Brüder Carl und Rudolf Haas gemeinsam mit Carl Clemm die Zellstofffabrik Waldhof in Mannheim. Beide Unternehmen fusionierten 1970 zu den Papierwerken Waldhof-Aschaffenburg.
1995 wurde das Unternehmen mehrheitlich von dem schwedischen Holzkonzern SCA übernommen und firmierte anschließend um zur SCA Hygiene Products AG. Die Aktien der SCA Hygiene Products AG notierte im Amtlichen Handel an den Börsenplätzen Frankfurt und München, später im Regulierten Markt.
2007 übernahm SCA die Marke Tempo, musste aber im Zuge der Übernahme die eigene Taschentuchmarke Softis gemäß der europäischen Kommission veräußern. Der Käufer war das italienische Tissue-Unternehmen Sofidel (deren Taschentuchmarke lautet „Regina“). SCA behielt allerdings eine Lizenz für den Vertrieb von Softis in den Ländern außerhalb von Deutschland und Österreich.
2009 wechselte die Rechtsform zur Societas Europaea; SCA firmierte fortan als SCA Hygiene Products SE. Der SCA-Konzern erwirtschaftete 2010 einen Umsatz von 3,9 Mrd. € und beschäftigte rund 10.000 Mitarbeiter. Das Unternehmen gehörte damit laut der jährlich von der Süddeutschen Zeitung veröffentlichten Liste „Top 100 in Deutschland“ zu den 100 umsatzstärksten Unternehmen in Deutschland.
Im Juni 2013 endete die Börsennotierung durch einen Squeeze Out der freien Aktionäre. Die Gesellschaft firmierte ein halbes Jahr darauf um in SCA GmbH. Im vierten Quartal 2017 wurde das Unternehmen als Teil der Essity-Gruppe umbenannt. Im Rahmen einer Umstrukturierung wird die Produktion der Marken Tempo und ZEWA 2022/23 am Standort Mannheim gebündelt, während sich der Standort Neuss auf Handelsmarken konzentriert.